# 柳田やよい
柳田 やよい（やなぎだ やよい、1979年10月24日 - ）は、日本のAV女優。バルドエージェンシー所属。

## 人物
趣味・特技:料理、茶道、華道、水泳、楽器演奏。

## 略歴
2002年に「本上はるか（ほんじょう はるか）」としてAVデビュー。
2006年より「柳田やよい（柳田弥生、やなぎだ やよい）」として活動。
2011年3月7日、スカイパーフェクTV!の「スカパー!アダルト放送大賞2011」で夕刊フジ賞を受賞。
2013年4月4日、自らのブログにてAVからの引退を表明。

## 出演作品

### アダルトビデオ

#### 本上はるか 名義
2002年
- ショートカットの巨乳なお姉さん （12月25日（レンタル）／2003年1月21日（セル）、メディアステーション）

2003年
- 巨乳女子校生 3（1月19日、メディアステーション）
- Oh!巨乳マニア9（1月25日、アリーナエンタテインメント）
- 女が独りでヌク時。 第10巻（1月30日、U&K）
- 11人のメガネっ娘（2月7日、TMA）
- キャンギャルism（3月28日、TMA）
- 美少女悦楽（7月17日、プールクラブ・エンタテインメント）

2005年
- 若妻 1（3月18日、デジタルドリーム）

#### 柳田やよい 名義
2006年
- 女子校文化祭に行こう! 2（11月4日、V&Rプロダクツ）
- トリプルレズビアン 1 人妻トライアングル（12月15日、U&K）
- 清楚な巨乳真性マゾ（12月21日、アヴァ）
- 色っぽい奥さんやなぁ〜 19 「中出し潮吹きつまみ食い」 イキやすい奥さんの危ない情事は蜜の味 （12月25日、コロナ社）

2007年
- 『愛情痴女』とちょいダメ『包茎おやじ』（2月1日、V）
- 巨乳OL健康診断 2（2月19日、CROSS）
- 会社で女子社員にやってみたいエッチなことベストテン 2 （2月22日、V&Rプロダクツ）
- 女性専用車両にボクひとり 完全版（2月23日、メディアステーション）
- 快楽レズエステ 3（3月8日、アキノリ）
- 中出し人妻デート 誘い上手な潤んだ瞳の奥さんの熱いおま○こ（3月30日、コロナ社）
- 密室!ホスピタルパニック 〜病院長になれなかった男が女医とナースを監禁した。〜（4月5日、V&Rプロダクツ）
- 即尺ランナー（4月13日、アロマ企画）
- 女だけの集団性的いぢめナース（6月19日、CROSS）
- 超赤面必死!! ウブな女のセンズリ鑑賞 Vol.4（7月6日、映天）オムニバス作品
- 腹パンチ アダルト SERIES 60（7月17日、BODY ZONE）
- 腹パンチ おへそ責め SERIES 61（7月23日、BODY ZONE）
- ビーチの近くに安い水着屋を開店して盗撮してゆすってヤる（8月7日、カッコイイ!）
- 上半身&下半身「丸出し」女性35人 半裸ワールド（8月16日、SODクリエイト）
- すけべぇ義父の嫁いぢり 23（11月9日、東京音光）
- グラビア美少女オイル猥褻マッサージ PART-6（11月10日、ラハイナ東海）
- 巨乳ナンパ!!（11月19日、ミスター・インパクト）
- 巨乳温泉コンパニオン 3 〜手ブラで隠しきれないHな爆乳娘が忘年会でも…〜（12月6日、V&Rプロダクツ）
- 触手アクメ（12月20日、SODクリエイト）
- エッチなお姉さんに誘われて 28（12月22日（レンタル）／2008年1月25日（セル）、クリスタル映像）

2008年
- スケベ&パーティー アクメ本能まるだし泥酔レズビアン（1月19日、CROSS）
- FAT GIRL SLIM DANCING（2月1日、AVS）
- こだわりの手コキ 人妻編 5（10月15日、隼エージェンシー）
- フェラコレ 熟女編 9（11月15日、隼エージェンシー）
- ソルトシャワー 美熟女のおしっこみせて!（11月19日、ゲロニア/妄想族）
- フェラコレ 特別編 2 増量4時間ぜーんぶWフェラ（12月15日、隼エージェンシー）

2009年
- 接吻脚コキ（1月15日、フリーダム）

2010年
- 手コキでベロちゅ〜 12（6月19日、イエロー）
- 素人参加型 せんずりカウンセリング 〜五感を刺激するオナニーサポート（7月13日、アロマ企画）
- 禁断の母娘（9月10日 アウダースジャパン）
- DOKIレズ49（9月10日 アウダースジャパン）

2011年
- 超人気女優・超ボリューム・超ハード2穴FUCK150作品16時間 （1月19日、ROOKIE）
- 奴隷サーガ5 M陰獣の帰還（10月1日、シネマジック）

2013年
- 美人熟女を酔わせてホテルに連れ込み無言で犯る（7月15日、AMORE）
- キスからはじまる母と息子の愛情、密着、濃厚セックス 柳田やよい（8月7日、VENUS）

2014年
- The Baby Entertainment 艶熟淫肉イキ奈落 BEST 熟れた女体である事のどうしようもなさ（3月7日、BabyEntertainment）
- 白昼のレイプ 犯された人妻たち（11月1日、FAプロ）

2015年
- 度を超したセクハラ指導に戸惑いながらも体が疼いてしまう風俗処女な人妻の恥辱初研修の記録12人6時間（3月6日、映天）

### オリジナルビデオ
- 猛毒Y談　吸血!女王蜂!!（2011年12月2日、アルバトロス (映画配給会社)） - 羽生美都子 役

## 電子書籍
- 美乳姉 ナンパ斬り! （2007年3月29日、イースト・プレス）
- 人妻ラブドール 若妻OLホテル不倫 （2009年1月8日、SKOAL）
- 人妻ラブドール 若妻不倫昼下がり （2009年3月5日、SKOAL）
- 人妻ラブドール　若妻OLオフィス不倫 （2009年5月28日、SKOAL）